# Опрос граждан Республики Крым (1994)
27 марта 1994 года в Республике Крым прошёл референдум, формально названный опросом, одновременно с выборами в региональный и украинский парламенты. На голосование было вынесено 3 вопроса:
1. О расширении полномочий местных органов власти,
2. Следует ли постоянным жителям Крыма иметь двойное гражданство (России и Украины),
3. Должны ли указы Президента Крыма иметь статус законов.

На все 3 вопроса большинство участников голосования дали положительный ответ. В референдуме приняли участие 1,3 млн человек. Явка составила около 60 %.

## Предшествовавшие события
5 мая 1992 года Верховный Совет Автономной Республики Крым принял акт о государственной независимости, который предполагалось вынести на референдум, запланированный на август 1992 года. Однако 13 мая 1992 года украинский парламент признал этот акт неконституционным и установил срок до 20 мая 1992 года для его отмены. Тогда Верховный Совет Крыма отменил декларацию независимости, но референдум не отменил, а перенёс на более поздний срок.
Идея о проведении референдума была вновь озвучена в январе 1994 года перед избранием 4 февраля 1994 года Юрия Мешкова Президентом Республики Крым. Хотя ЦИК Украины и Президент Украины Леонид Кравчук назвали референдум незаконным, он всё-таки состоялся.
10 марта 1994 года Президент Республики Крым Юрий Мешков издал Указ «О проведении опроса граждан Республики Крым 27 марта 1994 года».
Период противостояния властей Крыма и центрального правительства Украины, во время которого прошёл референдум, Олег Аршавирович Габриелян охарактеризовал как период правовой неустойчивости, сопровождавшийся проникновением криминала во власть и утратой собственности местными органами власти.

## Результат голосования

### Больше автономии
Вы за восстановление положения Конституции Республики Крым от 6 мая 1992 года, определявшего взаимоотношения между Республикой Крым и Украиной на основе Договора и соглашения?
| Вариант ответа                         | %    |
| -------------------------------------- | ---- |
| За                                     | 77,9 |
| Против                                 | 22,1 |
| Недействительных и испорченных бланков | -    |
| Всего                                  | 100  |

### Двойное гражданство
Вы за провозглашение права граждан Республики Крым на двойное гражданство?
| Вариант ответа                         | %    |
| -------------------------------------- | ---- |
| За                                     | 82,8 |
| Против                                 | 17,2 |
| Недействительных и испорченных бланков | -    |
| Всего                                  | 100  |

### Статус указов Президента Республики Крым
Вы за предоставление указам Президента Республики Крым по вопросам, временно не урегулированным законодательством Республики Крым, силы законов?
| Вариант ответа                         | %    |
| -------------------------------------- | ---- |
| За                                     | 77,9 |
| Против                                 | 22,1 |
| Недействительных и испорченных бланков | -    |
| Всего                                  | 100  |

## Последствия
Хотя большая часть населения Крыма проголосовала за эти изменения, Верховная Рада Украины 17 марта 1995 года законом «Об отмене Конституции и некоторых законов Автономной Республики Крым» отменила Конституцию Крыма и должность президента Крыма. Крым получил новую конституцию в 1998 году. Крымские чиновники впоследствии стремились восстановить полномочия.
В течение 1990-х годов многие ранее депортированные крымские татары и их потомки вернулись в Крым. Тем не менее, крымские татары также протестовали против новой конституции 1998 года, отмечая, что Конституция Автономной Республики Крым должна содержать гарантии политического представительства крымских татар в крымском парламенте и в органах местного самоуправления, гарантии равноправия крымскотатарского языка с украинским и русским языками, а также гарантии реального участия крымских татар в экономической и культурной жизни Крыма. Крымские татары протестовали против новой Конституции, подчёркивая, что не были учтены интересы более 260 000 крымских татар.